# Хутун

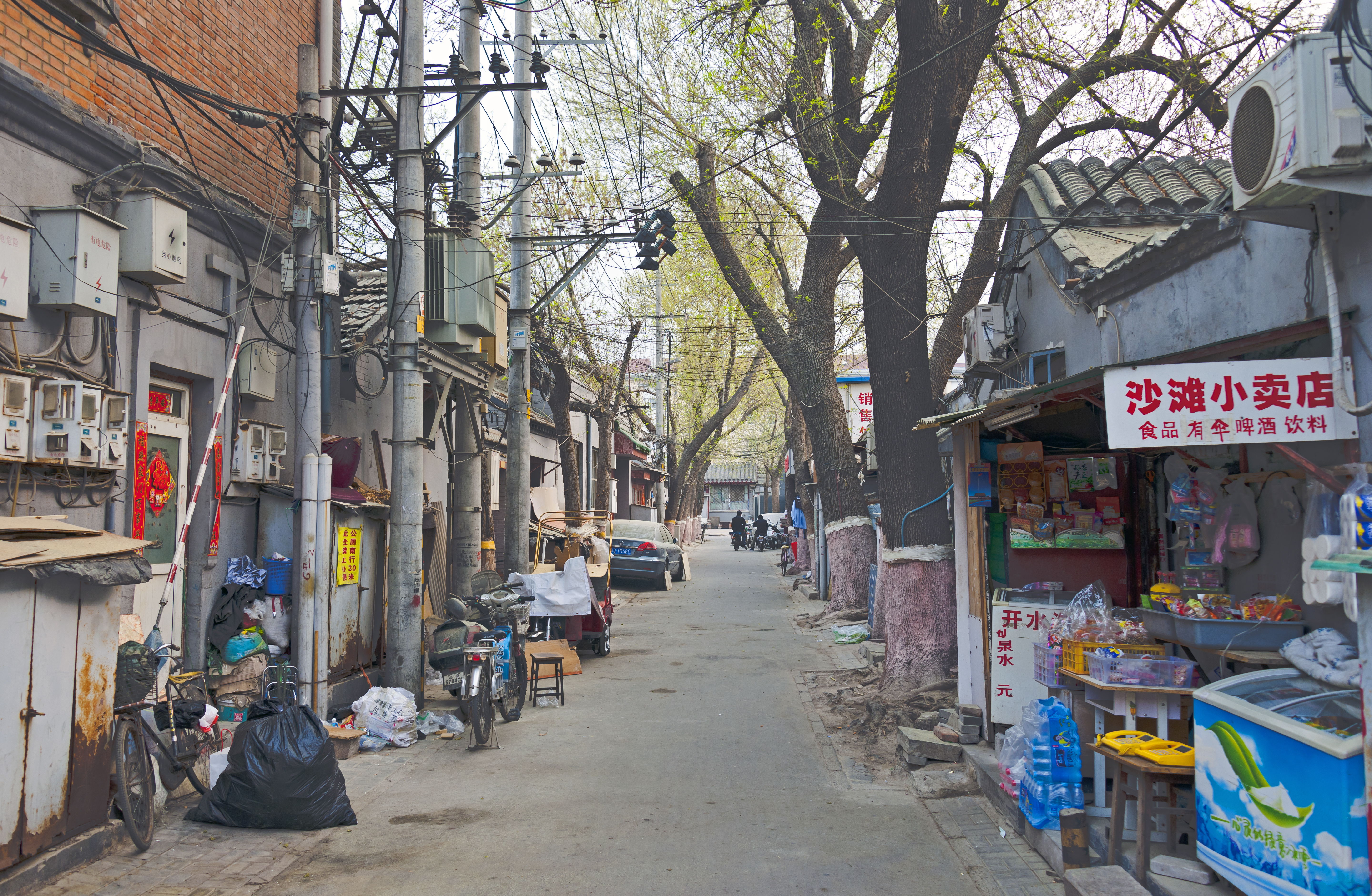
Хутун у Пекіні

Хутун (кит.: 胡同hútòng) — вузька вуличка або провулок, забудована одноповерховими будинками. Численними і відомішими хутунами є в старовинних або великих містах північного Китаю, насамперед Пекіна.

## Історія
Поява хутунів відноситься до XIII століття, коли Китай опинився під владою монгольської династії Юань (1271—1368). Пекін, який в той час називався Даду, стає столицею імперії. За однією з версій, слово хутун походить від монгольських слів hot — «колодязь», і hudun — «село», «табір».
Спочатку хутуни були чітко орієнтовані лінією «захід-схід». Їх з'єднували провулки, орієнтовані по лінії «північ-південь». Уздовж хутунів будувалися сихеюані — замкнуті двори з будинками, фасадами зверненими всередину. Найбільшого розвитку хутуни набули за часів династії Мін. Їх розбудова тривала в часи розквіту династії Юань.

## Опис
За часів монархії китайська влада регламентували забудову міст, в тому числі й хутуни. Ширина хутунів повинна була становити 9,3 м. Після Сіньхайської революції (1911—1912) і наступних за нею подій першої половини XX століття, кожен домовласник будував так, як вважав за потрібне. Багато хутунів перетворилися на хаотично забудовані нетрі.
Після 1949 року численні хутуни були знесені, на їхньому місці зведено сучасні квартали. Проте деякі були збережені. Нині їх нараховується близько 1300 з більше ніж 6000. Деякі хутуни мають свої власні назви — біля колишнього палацу князя Гун, в районі Шичахай, фортеці Ваньпін, біля Барабанної (Гулоу) і Дзвіничної веж (Чжунлоу), вулицях Фучемень та Цяньмень. Усі вони розташовані в межах Пекіна.
Частину хутунів привели в порядок, і вони стали частиною туристичних маршрутів Пекіном. Інші зберегли традиційну китайську атмосферу і поява тут іноземця — явище рідкісне. Незважаючи на свій невибагливий вид, вартість житла в хутунах вельми висока. Це пов'язано з тим, що вони розташовані поряд зі жвавими туристичними місцями в центрі міста, і тому є можливість влаштувати тут маленький магазин або ресторан, чи здавати кімнату в оренду.
У Пекіні можна знайти екскурсії хутунами з відвідуванням житла. При бажанні в хутунах є можливість зупинитися на нічліг наче у міні-готелі або орендувати кімнату.